# 152-mm-L/45-Kanone M1892
Die 152-mm-L/45-Kanone M1892 war ein russisches Schiffs- und Küstengeschütz. Im Jahr 1892 entwickelt, blieb sie bis weit in die 1970er-Jahre in Finnland und der Sowjetunion in Dienst.

## Geschichte
Die Kanone wurde ursprünglich in Frankreich von Canet bei Schneider & Cie. entwickelt und zusammen mit der 120-mm-L/45-Kanone 1891 einer russischen Delegation vorgestellt. Russland erwarb die Lizenz für den Nachbau beider Geschütze und begann ab 1892 in den Obuchow-Werken in Sankt Petersburg mit der Produktion der 152-mm-L/45-Kanone M1892. Grundlage der Produktion waren lediglich die Zeichnungen, ein Prototyp oder Demonstrator wurde von Russland nicht angekauft. Am 10. April 1891 wurde mit der Forges et Chantiers de la Mediterranes eine Lizenzvereinbarung geschlossen, nach der Canet die Zeichnungen und Muster für Granaten, Kartuschen und Anzündladungen zu liefern hatte. In der russischen Literatur wird die Kanone daher auch gelegentlich als 152-mm-Kanone Canet (russisch 152-мм пушка Канэ) bezeichnet.
Russland besaß mit der 152-mm-L/35-Kanone M1877 ein prinzipiell leistungsfähiges Geschütz, allerdings hatte sich der technische Fortschritt im Bereich der Artillerie in den letzten Jahren stürmisch weiterentwickelt. Mit der Entwicklung leistungsfähiger Vorrichtungen zur Begrenzung des Rohrrücklaufs konnte zur Verwendung von Rohrwiegen übergegangen werden. Die Lafetten konnten dadurch leichter und platzsparender gebaut werden; bei der 152-mm-L/35-Kanone M1877 wurde noch eine geneigte Gleitbahn zum Abbremsen des rücklaufenden Rohres benutzt. Die Benutzung patronierter Munition verkürzte die Zeit zum Nachladen beträchtlich und erhöhte die Feuergeschwindigkeit. Die Verwendung langsam abbrennender Treibladungen aus Kordit und ähnlichen Materialien anstelle von Schwarzpulver erlaubte die Verwendung längerer Rohre, wodurch bei höherer Mündungsgeschwindigkeit sowohl Reichweite als auch Durchschlagsleistung gesteigert werden konnten. Die russische Delegation zeigte sich bei der Vorführung insbesondere von der hohen Feuergeschwindigkeit von bis zu 10 Schuss in der Minute beeindruckt. Noch vor dem Ersten Weltkrieg wurde die Verwendung einteiliger Munition aufgegeben und stattdessen zweiteilige Munition aus Geschoss und Kartusche verwendet.

## Konstruktion
Das Rohr war zusammen mit der Rohrbremse in der Rohrwiege gelagert. Damit wurde die Rohrbremse beim Richten nach der Höhe zusammen mit dem Rohr geneigt. Das Abbremsen des Rohrrücklaufes erfolgte damit parallel zur Rohrachse. Dadurch wurde der Rückstoß vollständig von der Rohrbremse aufgenommen. Durch den Wegfall der Gleitbahn konnte die Oberlafette im Vergleich zur 152-mm-L/35-Kanone M1877 kürzer und leichter gehalten werden. Da weniger beansprucht, wurde auch die Unterlafette im Vergleich zum Vorgänger leichter ausgeführt. Sie war als Mittelpivot konstruiert, um einen unbegrenzten seitlichen Richtbereich zu erhalten. Die kleineren bewegten Massen ermöglichten höhere Richtgeschwindigkeiten. Das war vor allem für den Kampf gegen schnelllaufende Ziele auf kurze Entfernung wichtig. Gerichtet wurde manuell, elektrische oder hydraulische Richtantriebe standen nicht zur Verfügung.
In Küstenbefestigungen wurde das Geschütz hinter einer etwa 2,18 m hohen Brustwehr aufgestellt. Diese Brustwehr schützte die Geschützbedienung zuverlässig gegen direkten Beschuss. Allerdings lag beim direkten Richten (also bei waagerechtem Rohr) der Verschluss zu hoch. Um die Waffe nachladen zu können, wurde die Unterlafette beiderseits mit Aufstiegen und einem mechanischen Kran zum Anheben der Granatpatronen auf Höhe des Verschlusses versehen. Dadurch verkomplizierte sich die Bedienung des Geschützes, die Kadenz sank auf sechs bis sieben Schuss pro Minute. Bei der offenen Aufstellung auf Schiffen ging man von dieser Lösung daher wieder ab und baute die Unterlafette niedriger. Wegen des Rohrrücklaufes musste jedoch der Höhenrichtwinkel auf 20 Grad beschränkt werden, da sonst bei maximaler Rohrerhöhung das Bodenstück des Rohres und die rohrseitige Aufnahme der Rohrbremsen auf die Unterlafette aufschlagen würden. Zum Schutz der Bedienung vor Splittern und Schrapnells wurde ein beweglicher, hinten offener Schutzschild an der Oberlafette angebracht.
Auf Schiffen kam das Geschütz auch in Zwillingstürmen zum Einsatz. Dabei konnten die Rohre einzeln nach der Höhe gerichtet werden.
Auf den Kreuzern der Bajan-Klasse wurden die Geschütze auch in Kasematten aufgestellt.

## Modifikationen
Bei den finnischen Geschützen wurde das Rohr um 180 Grad in der Rohrlängsachse gedreht, so dass die Rohrbremse nun über dem Rohr lag. Dadurch wurde der Höhenrichtbereich des Geschützes und damit seine Reichweite vergrößert. Zum Einsatz kam ein neues, von Tampella konstruiertes Rohr mit einer Länge von 50 Kalibern mit einer Mündungsbremse. Die modifizierte Kanone erhielt die Bezeichnung 152 50 T und trug bis in die 1980er-Jahre die Hauptlast der schweren finnischen Küstenartillerie, als sie von der automatischen 130 53 TK abgelöst wurde.

## Produktion
Die Produktion der Waffe begann 1892 in den Obuchow-Werken. Bis 1901 wurden 219 Geschütze hergestellt. Während des Russisch-Japanischen Krieges kam es mehrfach zur Rohrkrepierern, daher wurde nach dem Krieg das Geschützrohr verstärkt. Von dieser verbesserten Version wurden zwischen 1909 und 1916 nochmals 309 Exemplare produziert.
Rund 100 Geschütze fielen nach dem Ende des Ersten Weltkrieges in finnische Hand und wurden wie beschrieben umgebaut. In den 1950er-Jahren erhielten diese Geschütze neues Rohre von Tampella mit einer Länge von 50 Kalibern.

## Einsatz

### Schiffsgeschütz
Die Kanone wurde praktisch für alle Kriegsschiffneubauten der Kaiserlich-Russischen Marine zwischen 1890 und 1906 verwendet. Am 25. November 1916 verfügte die Baltische Flotte über 170 Geschütze dieses Typs, während die Schwarzmeerflotte 132 besaß, davon 110 auf Schiffen, 14 bei Verbänden des Heeres eingesetzt und 8 in Lagern.
Im Jahr 1941 befanden sich in der Sowjetunion noch 196 Geschütze im Einsatz, davon 82 bei der Baltischen Rotbannerflotte, 70 bei der Pazifikflotte, 37 bei der Schwarzmeerflotte und 7 bei der Nordflotte.

### Küstenverteidigung
Die Waffe wurde auch in Küstenbefestigungen eingesetzt. Im baltischen Raum war das vor allem im Gebiet der Seefestung Imperator Peter der Große der Fall. Im Jahr 1914 waren sechs Batterien der Festung mit dieser Kanone ausgerüstet, 1915 sieben und 1916 dreizehn. Normalerweise waren je Batterie vier Geschütze vorhanden, 1916 erhielten die vier Batterien auf der Insel Oland jedoch nur drei Geschütze je Batterie. Im Bereich der Festung Sveaborg, die später an Finnland fiel, kam das Geschütz in den Befestigungsanlagen der äußeren seeseitigen Befestigungslinie zum Einsatz.

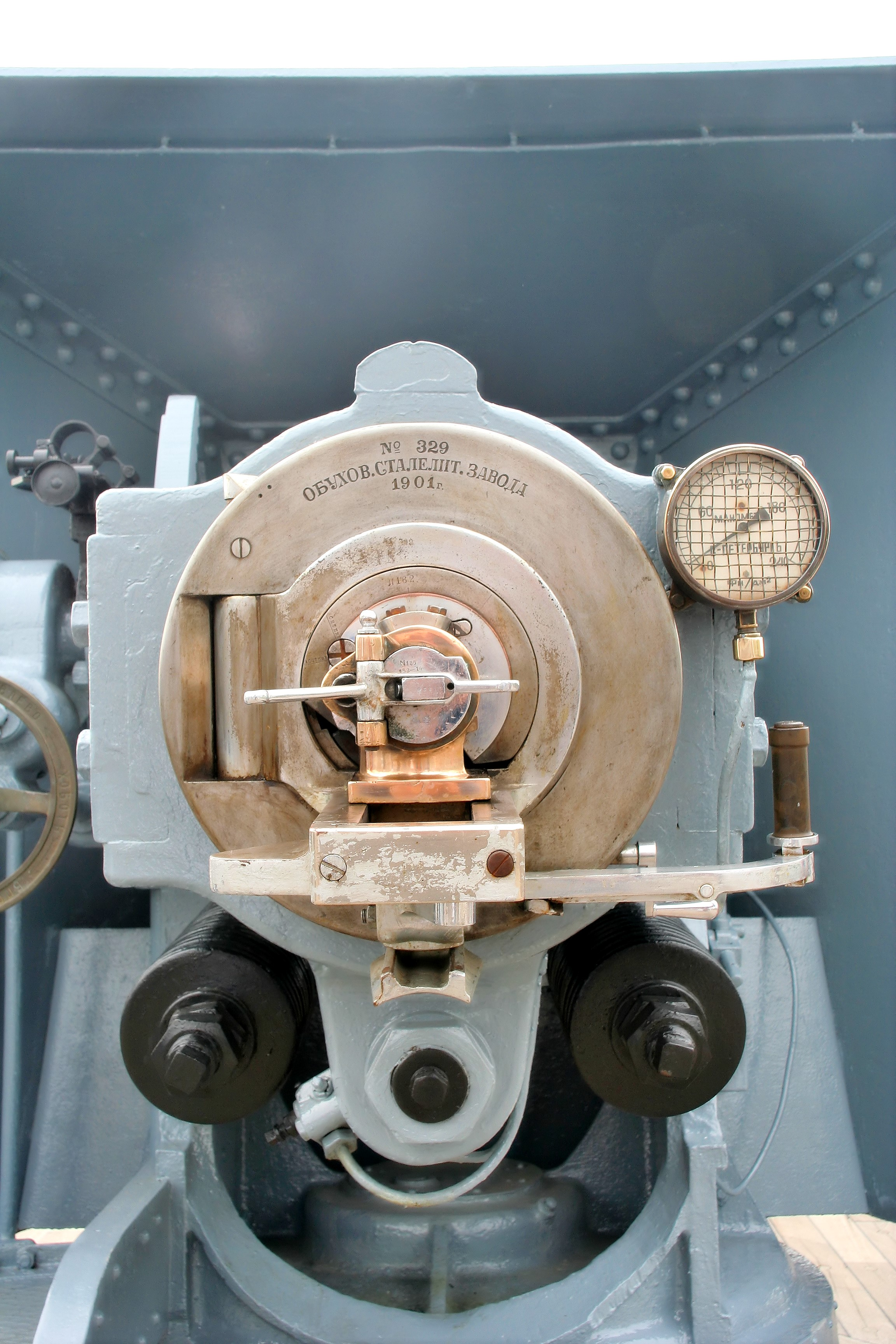
Verschluss
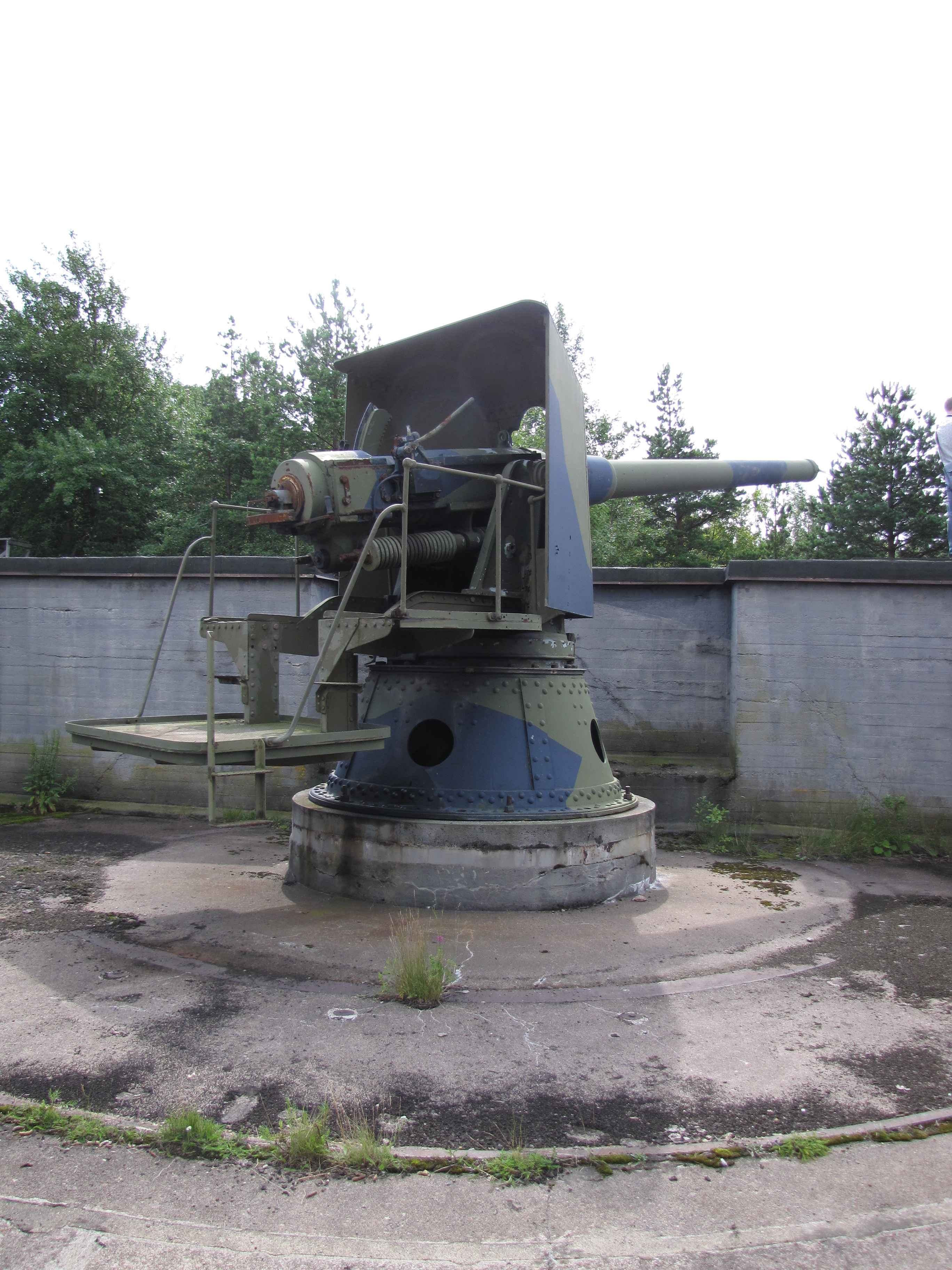
Geschütz in einer Küstenbefestigung, beachte die Aufstiege an der Unterlafette
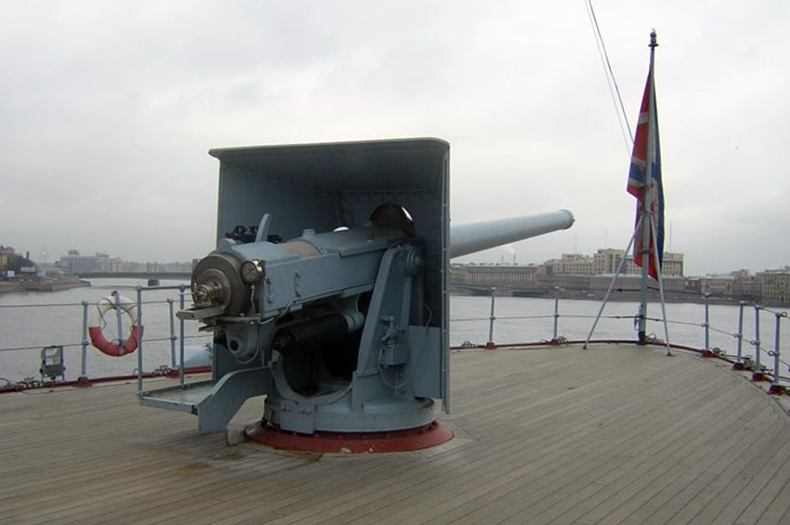
Buggeschütz der Aurora
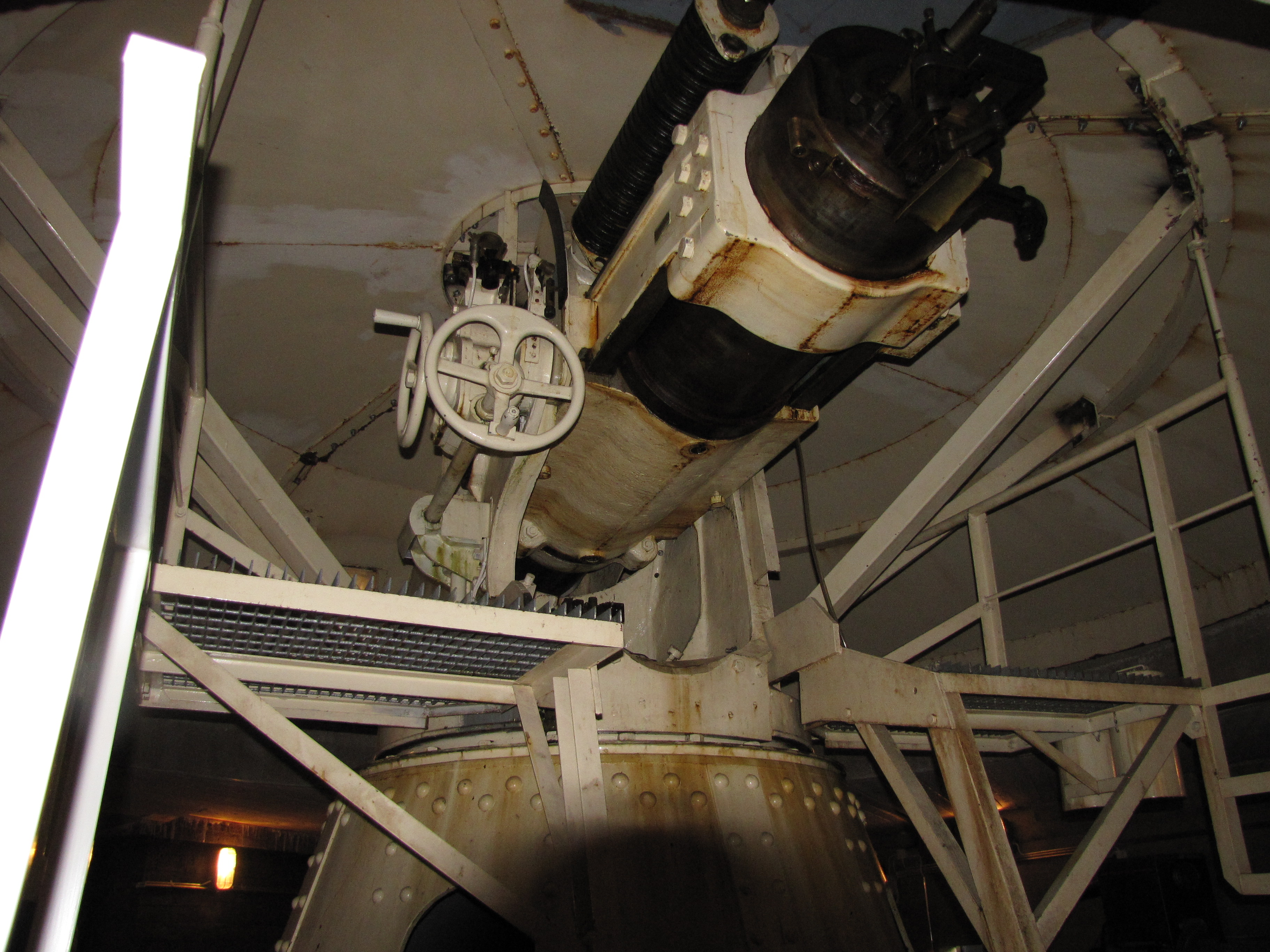
52 50 T, beachte die veränderte Konstruktion der Rohrwiege
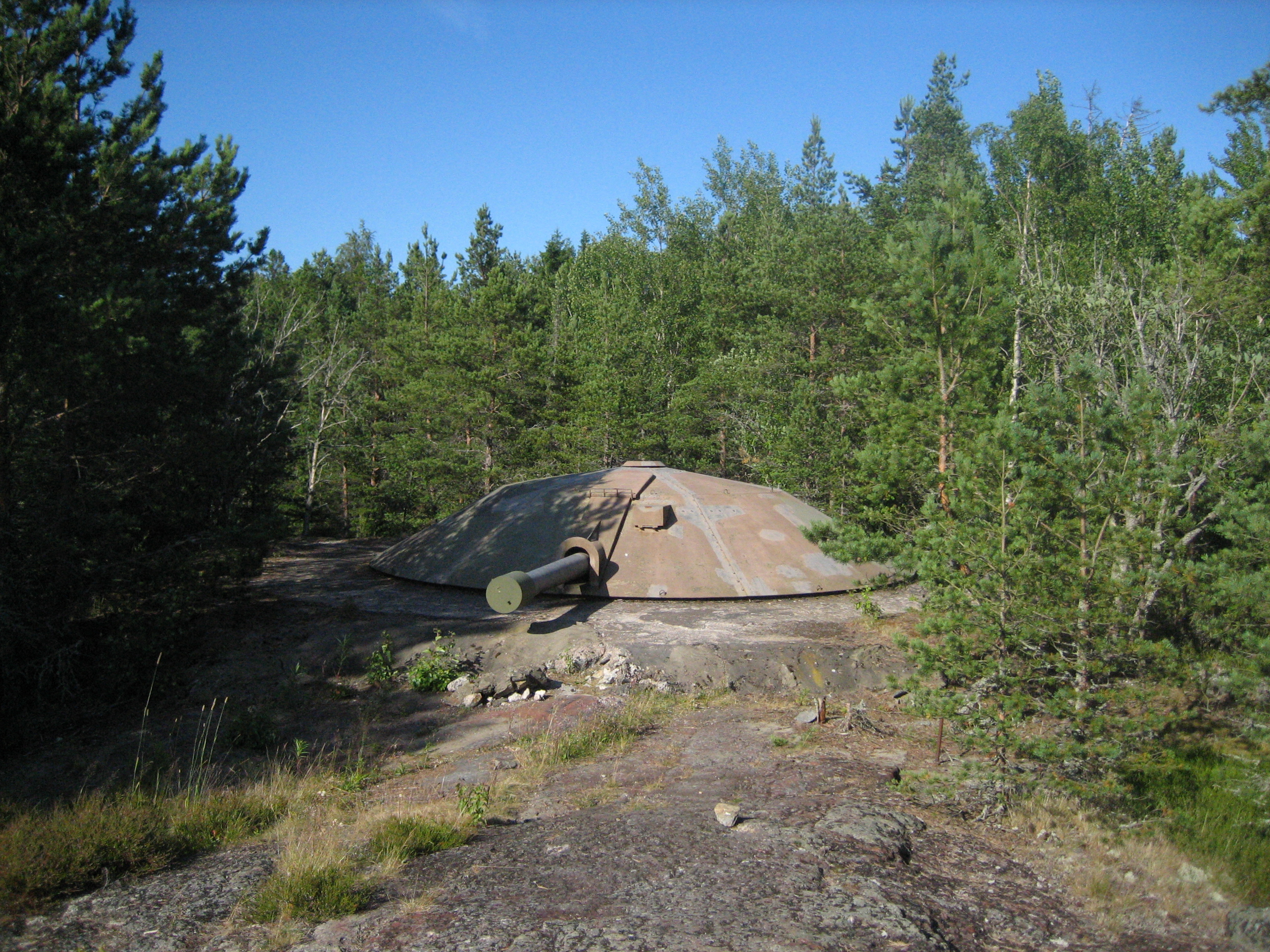
Finnische 152 50 T im Panzerturm